# عزم انحناء

منحنى العزم وإجهاد القص لكمرة مدعمة بحمل خرساني يؤثر عند منتصفها

عزم الانحناء، أو كما يسمى أحيانًا عزم الالتواء، هو رد الفعل الناتج في عنصر إنشائي عندما تؤثر قوة خارجية أو عزم دوران على العنصر الإنشائي مسببة انحناء للعنصر. تعتبر الكمرات من أبسط وأشهر العناصر التي يؤثر عليها عزم الانحناء. يوضح المثال كمرة بسيطة الارتكاز من كلا النهايتين. تعني كلمة بسيطة الارتكاز أن الكمرة يمكنها الدوران ولذلك ليس لها عزم التواء. تتعرض النهايات إلى أجهاد القص فقط. يمكن للكمرة أيضا ان تكون لها نهاية مثبتة وأخرى بسيطة الارتكاز. الكابولي هو أبسط أنواع الكمرات حيث أنه مثبت من طرف وحر من طرف آخر. في الحقيقة فإن دعامات الكمرات ليست مثبتة كليا أو حرة الحركة كليا.
يمكن تحليل ردود أفعال الأحمال الداخلية في  مقطع عرضي لعنصر إنشائي إلى قوة محصلة وازدواج محصل. ولأجل الاتزان، فإن العزم الناتج من القوى الخارجية يجب أن يتزن مع الازدواج الناتج من الأحمال الداخلية. يسمى الازدواج الداخلي المحصل بعزم الالتواء بينما القوة المحصلة الداخلية تسمى قوة القص (لو كانت عمودية لمستوى العنصر) أو قوة عمودية (إذا كانت موازية لمستوى العنصر).  
يمكن تعريف عزم الالتواء لمقطع عرضي خلال عنصر إنشائي على أنه مجموع العزوم حول هذا المقطع لجميع القوى الخارجية التي تؤثر على جانب واحد منه.يجب أن تتساوى القوى والعزوم على كلا الجانبين كل يلاشي كلا منهم الآخر ويظل العنصر في حالة توازن لذلك فإن نفس عزم الالتواء سنحصل عليه أيا كان الجانب المختار لعمل الحسابات عليه. إذا افترضنا ان عزم الانحناء مع عقارب الساعة له قيمة سالبة فإن عزم الانحناء السالب يسبب ارتخاء وعزم الانحناء الموجب يسبب تقوس. من الوضح ان النقطة التي عندها عزم الانحناء يساوي صفر للكمرة هي نقطة التماس وهي نقطة الانتقال من التقوس إلى ارتخاء والعكس.
عزم الانحناء وعزم الدوان هما ناتج حاصل ضرب القوة في المسافة لذلك فإن وحدة العزوم هي نيوتن.متر أو رطل قدم. مبدأ عزم الانحناء مهم جدا في الهندسة (الهندسة المدنية والميكانيكية) والفيزياء.

## خلفية
يزداد إجهاد الشد والانضغاط طرديا مع عزم الالتواء ولكنها تعتمد أيضا على عزم القصور الذاتي لمقطع عرضي للكمرة (يمكن أن يكون المقطع دائري، مربع أو كمرة شكل I). يحدث فشل في إجهاد الالتواء عندما يكون عزم الالتواء قادرعلى إحداث إجهادات أكبر من إجهاد الإذعان (حد الخضوع) للمواد خلال المقطع العرضي. في التحليل الإنشائي، يسمى هذا بالمفصل اللدن حيث أن العنصر الإنشائي لم يتعرض للحمل الكامل حتى يتعدى العنصر لإجهاد الإذعان الذي يسبب لهذا الفشل. من الممكن حدوث للفشل في العنصر الإنشائي في القص قل الانحناء، لكن الفشل الميكانيكي في القص والانحناء مختلف.  شد يتم حساب العزوم بحاصل ضرب متجه القوى الخارجية (أحمال أو ردود أفعال) ومتجه المسافة التي عندها يتم تطبيق العزوم. عند تحليل عنصر إنشائي، يتم حساب العزوم عند كلا النهايتين للعنصر، عند الدباية، المنتصف ونهاية أي أحمال منتظمة التوزيع. بالطبع فإن تواجد مفصل رزي في العنصر يسمح بالدوران الحر. ولذلك فإن العزم المؤثر عنده يساوي الصفر لأنه ليس هناك طريقة لنقل الوي الدورانية من جانب إلى الآخر.
إنه من الشائع الأخذ بالإتفاقية بان العزم مع عقارب الساعة على يسار النقطة يكون موجب. يؤدي هذا إلى الاشتقاق الثاني وهو عندما يكون موجب يكون المنحنى منخفض عند المنتصف (ارتخاء). 
يمكن اشتقاق القيم الحرجة للكمرة من خلال منحنى عزم الانحناء، حيث ترسم القيم السالبة فوق خط أفقي والقيم الموجبة أسفل هذا الخط. يختلف عزم الانحناء خطيا فوق المقاعط غير المحملة وبشكل قطعي مكافئ على المقاعط المحملة بانتظام.
الوصف الهندسي لحسابات العزوم يمكن أن يتعارض نتيجة الإشارات غير الموضحة والفروض المتصادمة. الوصف الآتي يستخدم المتجهات لحساب عزم القوى وعزم الانحناء في محاولة لتوضيح لماذا اتفاقية الإشارات يتم اختيارها.

## حساب عزم القوة

حساب عزم القوة في كمرة

حساب عزم القوة هو جزأ مهم جدا في حساب عزم الالتواء. نفرض أن القوة F هي متجه قوة تؤثر عند النقطة A في الجسم. عزم هذه النقطة حول النقطة O يكون:
{\displaystyle \mathbf {M} =\mathbf {r} \times \mathbf {F} }
حيث:
{\displaystyle \mathbf {M} }
{\displaystyle \mathbf {r} } هو متجه الموضع من النقطة O إلى النقطة A حيث تؤثر القوة.X هو رمز يمثل حاصل الضرب الاتجاهي.في كثير من الأحيان من المناسب حساب العزم لقوة حول محور يمر بنقطة المرجع O. إذا كان وحدة المتجه حول المحور هو e فإن عزم القوة حول المحور يكون:
{\displaystyle M=\mathbf {e} \cdot \mathbf {M} =\mathbf {e} \cdot (\mathbf {r} \times \mathbf {F} )}
حيث: 
مثال
يوضح الشكل المجاور كمرة يؤثر عليها قوة F. إذا تم تعريف نظام الإحداثيات بثلاث متجهات {\displaystyle \mathbf {e} _{x},\mathbf {e} _{y},\mathbf {e} _{z}}
{\displaystyle \mathbf {F} =0\,\mathbf {e} _{x}-F\,\mathbf {e} _{y}+0\,\mathbf {e} _{z}\quad {\text{and}}\quad \mathbf {r} =x\,\mathbf {e} _{x}+0\,\mathbf {e} _{y}+0\,\mathbf {e} _{z}\,.}
وعليه:
{\displaystyle \mathbf {M} =\mathbf {r} \times \mathbf {F} =\left|{\begin{matrix}\mathbf {e} _{x}&\mathbf {e} _{y}&\mathbf {e} _{z}\\x&0&0\\0&-F&0\end{matrix}}\right|=-Fx\,\mathbf {e} _{z}\,.}
 العزم حول محور{\displaystyle \mathbf {e} _{z}} يكون:
{\displaystyle M_{z}=\mathbf {e} _{z}\cdot \mathbf {M} =-Fx\,.}

### اتفاقيات الإشارة
تعبر الإشارة السالبة عن ان العزم الذي يسبب دوران الجسم في اتجاه عقارب الساعة حول محور يجب أن يمتلك إشارة سالبة. ولكن الإشارة الفعلية تعتمد على اختيار المحاور{\displaystyle \mathbf {e} _{x},\mathbf {e} _{y},\mathbf {e} _{z}}{\displaystyle \mathbf {E} _{x}=\mathbf {e} _{x},\mathbf {E} _{y}=-\mathbf {e} _{z},\mathbf {E} _{z}=\mathbf {e} _{y}}
{\displaystyle \mathbf {F} =0\,\mathbf {E} _{x}+0\,\mathbf {E} _{y}-F\,\mathbf {E} _{z}\quad {\text{and}}\quad \mathbf {r} =x\,\mathbf {E} _{x}+0\,\mathbf {E} _{y}+0\,\mathbf {E} _{z}\,.}
ومن ثم:
{\displaystyle \mathbf {M} =\mathbf {r} \times \mathbf {F} =\left|{\begin{matrix}\mathbf {E} _{x}&\mathbf {E} _{y}&\mathbf {E} _{z}\\x&0&0\\0&0&-F\end{matrix}}\right|=Fx\,\mathbf {E} _{y}\quad {\text{and}}\quad M_{y}=\mathbf {E} _{y}\cdot \mathbf {M} =Fx\,.}
ومع اختيار هذه المحاور الجديدة فإن العزم الموجب هو من يتسبب في دوران الجسم حول محوره في اتجاه عقارب الساعة.

## حساب عزم الالتواء
في الأجسام الصلبة أ، الغير مقيدة فإن تطبيق عزم القوة يسبب دوران للجسم. ولكن إذا كان الجسم القابل للإسقاط مقيد، فإنه يتولد قوى داخلية استجابة للقوى الخارجية للحصول على التوازن. في المثال بالشكل الأسفل: هذه القوى الداخلية تسبب تشوه للجسم.
لإجل التوازن، فإن مجموع متجهات القوى الداخلية تساوي مجموع متجهات القوى الخارجية ومجموع متجهات عزوم القوى الداخلية تساوي مجموع متجهات عزوم القوى الخارجية. متجهات العزم والقوة الداخلية تكون موجهه بشكل يجعل مجموع القوى الداخلية والخارجية ومجموع العزوم الداخلية والخارجية تساوي صفر. يسمى متجه العزم الداخلي بعزم الانحناء أو الالتواء.
تستخدم عزوم الانحناء لتحديد حالات الإجهاد في هياكل مطلقة الشكل. يسبب التفسير الفيزيائي للإجهادات المحسوبة إشكالية. لكن التفسير الفيزيائي لعزوم الانحناء في الكمرات والألواح لها تفسير على نحو مباشر مثل نواتج الإجهاد في المقطع العرضي لعنصر الهيكل. على سبيل المثال، الكمرة التي في الشكل، متجه عزم الانحناء نتيجة الإجهادات في المقطع العرضي العمودي على محور x يعطى من العلاقة: 
{\displaystyle \mathbf {M} _{x}=\int _{A}\mathbf {r} \times (\sigma _{xx}\mathbf {e} _{x}+\sigma _{xy}\mathbf {e} _{y}+\sigma _{xz}\mathbf {e} _{z})\,dA\quad {\text{where}}\quad \mathbf {r} =y\,\mathbf {e} _{y}+z\,\mathbf {e} _{z}\,.}
{\displaystyle \mathbf {M} _{x}=\int _{A}\left(-y\sigma _{xx}\mathbf {e} _{z}+y\sigma _{xz}\mathbf {e} _{x}+z\sigma _{xx}\mathbf {e} _{y}-z\sigma _{xy}\mathbf {e} _{x}\right)dA=:M_{xx}\,\mathbf {e} _{x}+M_{xy}\,\mathbf {e} _{y}+M_{xz}\,\mathbf {e} _{z}\,.}
يتم تعريف مركبات عزم الالتواء كالآتي:
{\displaystyle {\begin{bmatrix}M_{xx}\\M_{xy}\\M_{xz}\end{bmatrix}}:=\int _{A}{\begin{bmatrix}y\sigma _{xz}-z\sigma _{xy}\\z\sigma _{xx}\\-y\sigma _{xx}\end{bmatrix}}\,dA\,.}
يتم حساب العزم الداخلي حول نقطة الأصل والتي تكون عند محور التعادل للكمرة أو اللوح ويكون التكامل على سمك h.

### مثال

حساب عزم الانحناء في الكمرة

في الكمرة الموضحة بالشكل، القوى الخارجية هي القوى المؤثرة في النقطة A ({\displaystyle -F\mathbf {e} _{y}})
وردود الأفعال عند نقط الارتكاز O وB  ({\displaystyle \mathbf {R} _{O}=R_{O}\mathbf {e} _{y}}و {\displaystyle \mathbf {R} _{B}=R_{B}\mathbf {e} _{y}}).
يمكن حساب ردود الأفعال عن طريق اتزان القوى والعزوم حول النقطة A.
{\displaystyle R_{O}+R_{B}-F=0\quad {\text{and}}\quad -\mathbf {r} _{A}\times \mathbf {R} _{O}+\mathbf {r} _{B}\times \mathbf {R} _{B}=\mathbf {0} \,.}
إذا كان طول الكمرة هو L:
{\displaystyle \mathbf {r} _{A}=x_{A}\mathbf {e} _{x}\quad {\text{and}}\quad \mathbf {r} _{B}=(L-x_{A})\mathbf {e} _{x}\,.}
لإيجاد ردود الأفعال:
{\displaystyle R_{O}=\left(1-{\frac {x_{A}}{L}}\right)F\quad {\text{and}}\quad R_{B}={\frac {x_{A}}{L}}\,F\,.}
مجموع عزوم القوى الخارجية حول النقطة X:
{\displaystyle \mathbf {M} =-(\mathbf {r} _{X}-\mathbf {r} _{A})\times \mathbf {F} -\mathbf {r} _{X}\times \mathbf {R} _{O}=\left[(x_{A}-x)\mathbf {e} _{x}\right]\times \left(-F\mathbf {e} _{y}\right)-\left(x\mathbf {e} _{x}\right)\times \left(R_{O}\mathbf {e} _{y}\right)\,.}
عند حساب الضرب الاتجاهي نحصل:
{\displaystyle \mathbf {M} =\left|{\begin{matrix}\mathbf {e} _{x}&\mathbf {e} _{y}&\mathbf {e} _{z}\\x_{A}-x&0&0\\0&-F&0\end{matrix}}\right|-\left|{\begin{matrix}\mathbf {e} _{x}&\mathbf {e} _{y}&\mathbf {e} _{z}\\x&0&0\\0&R_{0}&0\end{matrix}}\right|=F(x-x_{A})\,\mathbf {e} _{z}-R_{0}x\,\mathbf {e} _{z}=-{\frac {Fx_{A}}{L}}(L-x)\,\mathbf {e} _{z}\,.}
لهذا الموقف، العنصر الوحيد غير الصفري لعزم الانحناء هو:
{\displaystyle \mathbf {M} _{xz}=-\left[\int _{z}\int _{-h/2}^{h/2}y\,\sigma _{xx}\,dy\,dz\right]\mathbf {e} _{z}\,.}
لكي يكون مجموع العزوم عند x حول المحور {\displaystyle \mathbf {e} _{z}}
{\displaystyle \mathbf {M} +\mathbf {M} _{xz}=\mathbf {0} \quad {\text{or}}\quad -{\frac {Fx_{A}}{L}}(L-x)+M_{xz}=0\quad {\text{or}}\quad M_{xz}={\frac {Fx_{A}}{L}}(L-x)\,.}
عند {\displaystyle x=x_{A}},
نحصل على
 {\displaystyle M_{xz}=Fx_{A}(L-x_{A})/L}.

### اتفاقية الإشارة
تم الافتراض ضمنيا أن عزم الانحناء يكون موجبا عندما تكون الكمرة مضغوطة من أعلى. يمكن إثبات ذلك إذا اعتبرنا أن الإجهاد المؤثر على الكمرة موزع خطيا وإيجاد عزم الانحناء الناتج. نفترض أن الكمرة معرضة لإجهاد من الأعلى مقدراه
{\displaystyle -\sigma _{0}} 
وافرض أن الكمرة معرضة لإجهاد من الأسفل مقدراه {\displaystyle \sigma _{0}}.
{\displaystyle \sigma _{xx}(y)=-y\sigma _{0}}. تكون قيمة عزم الانحناء نتيجة هذه الإجهادات:
{\displaystyle M_{xz}=-\left[\int _{z}\int _{-h/2}^{h/2}y\,(-y\sigma _{0})\,dy\,dz\right]=\sigma _{0}\,I}
حيث I هو عزم القصور الذاتي للمقطع. لذلك فإن عزم الانحناء يكون موجب عند تعرض الكمرة من الأعلى لانضغاط.
معظم المؤلفين يتبعون اتفاقيات أخرى حيث تكون محصلة الغجهادات {\displaystyle M_{xz}}
{\displaystyle \mathbf {M} _{xz}=\left[\int _{z}\int _{-h/2}^{h/2}y\,\sigma _{xx}\,dy\,dz\right]\mathbf {e} _{z}\,.}
في هذه الحالة فإن عزم الانحناء الموجب يشير إلى أن سطح الكمرة معرض لشد. يختلف تعريف (الأعلى) على حسب نظام الإحداثيات المستخدم. في ذا المثال فإن الأعلى يعنى الموقع الذي له أكبر إحداثي y.